# PIK Group
Die PIK Group (russisch Группа компаний ПИК) ist eines der größten Bauunternehmen Russlands. Die Abkürzung PIK steht für Perwaja Ipotetschnaja Kompanija („erste Hypotheken-Gesellschaft“), wie das Unternehmen ursprünglich hieß.
Die Gruppe wurde im Jahre 1994 gegründet und spezialisierte sich ursprünglich auf den Wohnungsbau ausschließlich im Großraum Moskau. 1998 startete die Firma gemeinsam mit der Moskauer Stadtverwaltung und kooperierenden Banken als eine der ersten in Russland ein Hypothekenprogramm. In den 2000er-Jahren weitete PIK durch Zukäufe ihre Präsenz in anderen Regionen Russlands aus. Inzwischen ist die PIK Group landesweit mit über 20 Regional- und Fachabteilungen vertreten. Nach Firmenangaben betrug die Gesamtfläche der von 2000 bis 2007 von der Gesellschaft finanzierten und erbauten Wohneinheiten über fünf Millionen Quadratmeter. 
Im Zuge der Wirtschaftskrise ab 2007 ließen die Bauaktivitäten der Gruppe im Vergleich zu den Vorjahren erheblich nach. Im Jahr 2008 machte das Unternehmen einen Verlust in Höhe von rund 167 Mio. US-Dollar.